# Claustro

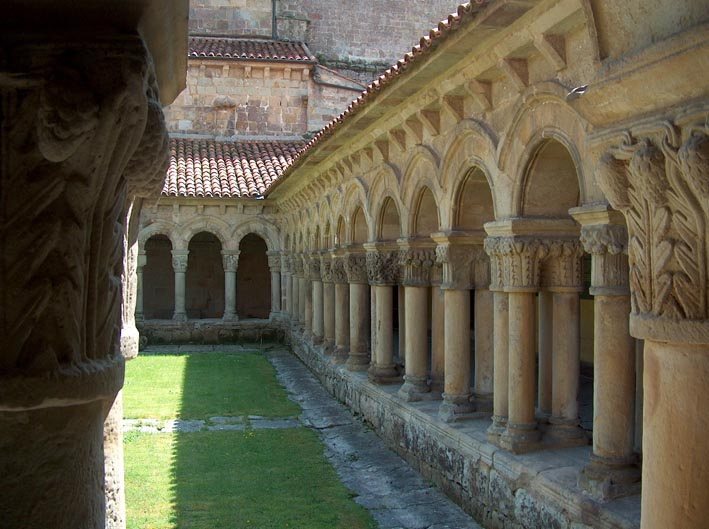
Claustro de la colegiata de Santillana del Mar (España), de estilo románico.

Un claustro es un tipo de patio que en sus cuatro lados tiene una galería porticada con arquerías que descansan en columnas o dobles columnas. Está edificado a continuación de una de las naves laterales de una catedral o de la iglesia de un monasterio. Cada galería toma el nombre de panda y en cada panda se distribuyen los distintos espacios necesarios para la vida monacal o catedralicia. Suele ser lugar de recogimiento. El patio está casi siempre ajardinado y en el centro se encuentra una fuente o un pozo. La palabra viene del latín claudere, con el significado de «cerrar». También llamado «clausura».

## Descripción de un claustro

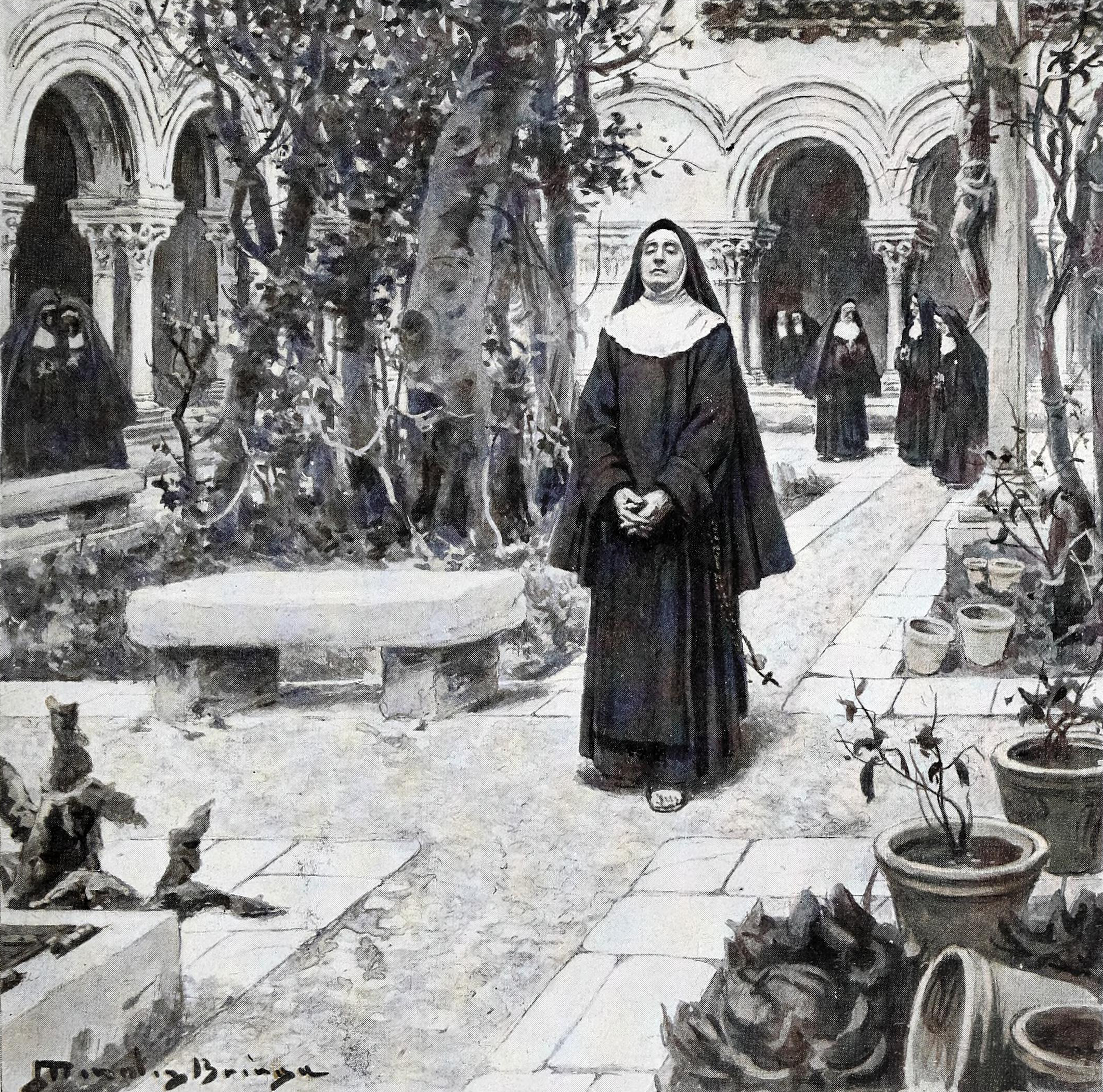
Ilustración de un claustro

El claustro es una planta cuadrada y cada uno de los cuatro lados recibe el nombre de benedictos. En el centro suele haber un pozo en el que confluyen cuatro caminos, y en el espacio restante, un pequeño jardín. En cada lado del claustro hay una galería o corredor (también denominado panda) cubierto y limitado por arcadas. En la panda este se halla casi siempre una pequeña estancia que servía como habitación o biblioteca, independientemente de la gran biblioteca que tenían algunos monasterios importantes. A continuación se hallaba la sala capitular, pieza que se consideraba de gran importancia y que generalmente se construía con rica ornamentación arquitectónica. Era el lugar de reunión de la comunidad, donde se leían los capítulos de la regla de la orden y donde el abad organizaba las distintas tareas a seguir por los monjes. En esta sala era donde se exponían posibles faltas de alguno de ellos para que el superior le reprendiese. Se decía llamar a capítulo.

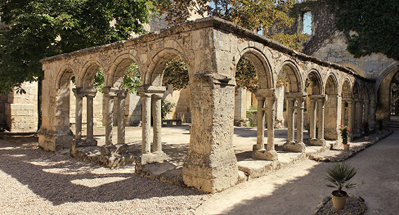
Claustro de los Cordeliers, en Saint-Emilion (Francia).

En la panda sur solía estar el calefactorio, lugar caldeado donde podían ir los monjes de vez en cuando para descansar y entrar en calor. A su lado, el refectorio, que era el comedor, y colindante con él, la cocina.
La panda oeste se solía llamar de legos y tenía el callejón también de legos y la cilla con la bodega. Las celdas de los monjes o el gran dormitorio común (depende de la época y de las distintas órdenes) estaban en el piso superior.
Los capiteles de las columnas de los claustros románicos están especialmente decorados y tallados y a veces constituyen verdaderas obras de arte.

## Historia

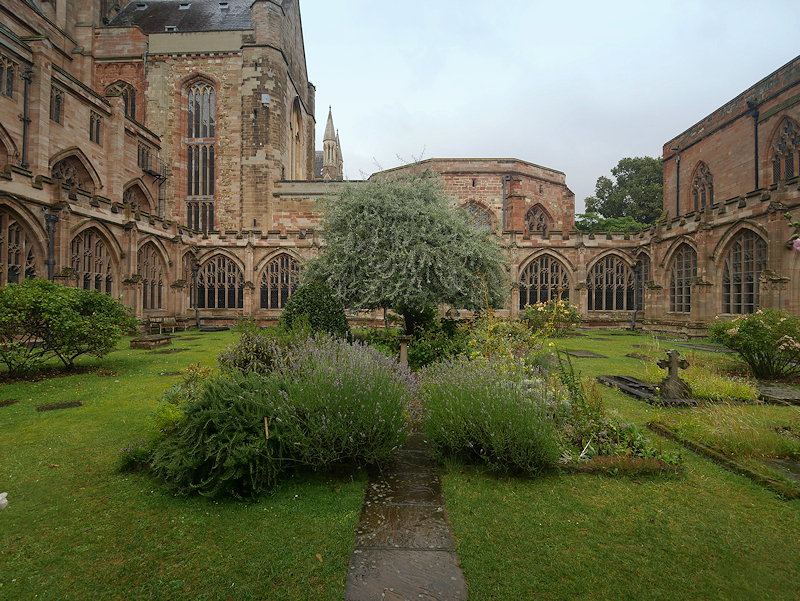
Claustro de la catedral de Worcester, en Inglaterra.

Con el nombre de claustro fueron ya en efecto conocidas desde la Edad Media las habitaciones de los religiosos y las casas de los monjes y religiosas que vivían en comunidad bajo cierta regla. En tal sentido, Du-Cange lo define en su Glosario citando a este propósito varios capitulares y los cánones de algunos concilios, que usaron de la voz claustro como sinónimo de clausura. 
No solo los conventos o monasterios fueron claustros sino también otras habitaciones contiguas a las iglesias en las cuales los clérigos, que se reunieron en vida común, debían vivir con el obispo según las reglas canónicas, teniendo un mismo refectorio y dormitorio. Así se ve, entre otros capitulares, en el cap. 9, tít. 41 de los de Carlos el Calvo y en el cap. 7 del concilio Romano de Eugenio II. De aquí provino sin duda en el lenguaje usual la voz enclaustrar, enclaustración, que significan los actos por los cuales se hace a una persona monje o monja o se le relega a un monasterio y la de exclaustrar y sus derivadas que denotan la salida voluntaria o forzosa del claustro.
Por mucho tiempo, se dio en los monasterios la costumbre de entregarse los monjes a la lectura en los claustros, teniendo en ellos preelecciones escolásticas y permitiéndoles conversar a ciertas horas bajo la inspección del prior, llamado por esta causa claustral. Du-Cange copia en comprobación algunos pasajes de escritores cristianos de los siglos medios, por los cuales se viene en conocimiento de las funciones que tenían lugar en cada localidad del claustro, de su forma cuadrada, y de la significación mística que a la misma debía darse con relación a la vida monástica. 
Pedro de Blois, en su sermón 23, decía entre otras cosas: 

Inde est quod in claustro conventuum quatuor loca cum propiis deputentur officiis: in latere occidentali scholaris subjectio: in eo, quod contingit Ecclesiam, moralis lectio: ad orientalem, in capitulo materialis [
de ahí que en el claustro de los conventos se designen cuatro lugares con sus oficios propios: en el lado occidental el sometimiento del erudito; en lo relativo a la Iglesia, la lección moral: al oriente, el capítulo material]

Por último, San Pedro Damiano, en su epístola 26, lib. 6, dice: 

Ipsam claustri tui fabricam respice: ecce enim quadrificata est, ut nimirum ipse loci silus evidenter edoceat, quod undique á mundana conversationis strepitu semotum esse oporteat. [Observa la estructura misma de tu claustro: es cuadrado de modo que el silencio del lugar muestra claramente que debe estar aislado del ruido de las conversaciones mundanas por todos los lados.]

Se ve pues, que la voz claustro ha sido sinónima de casa monástica, de casa de orden religiosa y que ha significado a su vez retiro y apartamiento del mundo propio de las personas que abrazaban la vida monástica y regular.